# Jan Lopatka
Jan Lopatka (7. února 1940 Zdíkov – 9. července 1993 Praha) byl český literární kritik, redaktor a editor. Byl signatářem Charty 77 a laureátem několik ocenění, například Ceny Revolver Revue za rok 2015.

## Život

### Mládí a studia
Otec Jana Lopatky byl zedník, matka švadlena. Po základní škole absolvoval ve Vimperku jedenáctiletou střední školu. V letech 1958–1962 studoval dvojobor český jazyk – historie na Filosofické fakultě UK v Praze, zapisoval si také přednášky a semináře z estetiky. Titul PhDr. mu byl přiznán v roce 1964 po obhajobě rigorózní práce o rozhlasové adaptaci Vančurových literárních textů.

### Do roku 1969
V šedesátých letech byl zaměstnancem Českého rozhlasu Praha, proslul však zejména jako redaktor nekonformního časopisu Tvář (vycházel v letech 1964–66, 1968–69). Zde se zabýval kritikou prozaických textů, publikoval a se sympatiemi komentoval některá literární díla, často nevšední kvality – mj. Bambino di Praga Bohumila Hrabala, Cholupický den Ladislava Klímy, Sešity Jana Hanče, prózu Jakuba Demla. Zasloužil se o docenění próz Karla Poláčka a o adekvátnější porozumění Osudům dobrého vojáka Švejka Jaroslava Haška.

### Normalizace a závěr života
Po zastavení Tváře v roce 1969 měl Lopatka, který nikdy nebyl členem KSČ a pro svůj krajně skeptický odstup od režimu se nekompromitoval ani veřejným přitakáním pražskému jaru 1968, relativně snadnou ústupovou cestu do vnitřní emigrace a společenské „šedé zóny“. Ještě dva roky pracoval v rozhlase a pak v nakladatelství Horizont, kde měl připravena díla samizdatové literatury. poté jako technik a programátor, zabýval se soukromě dílem Egona Bondyho; v první polovině sedmdesátých let nepublikoval ani v ineditních sbornících. V roce 1975 však začal spolupracovat s Václavem Havlem na vydávání samizdatové literatury a v roce 1976 byl také zván k politickým prověrkám; téhož roku podepsal Chartu 77. V letech 1977–1989 proto pracoval v nekvalifikovaných profesích, např. jako umývač nádobí, stále se ale věnoval samizdatové tvorbě a řídil i kulturní rubriku Lidových novin.
Je též znám mimo coby zakladatel a vydavatel kritického samizdatového časopisu Kritický sborník a spoluautor exilového vydání Slovníku českých spisovatelů (Toronto 1982). Podílel se také na doporučení Jaroslava Seiferta pro Nobelovu cenu z podnětu Rudolfa Battěka. Oslovili Heinricha Bölla a pak také inicioval podpisovou akci.
Po Sametové revoluci nakrátko přišel na Filosofickou fakultu UK v Praze jako pedagog a publikoval v Literárních novinách. Zhoršující se zdravotní stav, pochybnosti o vlastní tvorbě, problémy s alkoholem a těžkosti v profesním působení (v roce 1993 musel opustit redakci Literárních novin i z Respektu) ho přivedly k rozhodnutí dobrovolně odejít ze světa.

### Rodina
Od roku 1965 byl ženatý; s manželkou Jaroslavou měl dcery Markétu (* 1966) a Veroniku (* 1968) a syna Jana (* 1975).

## Dílo
Lopatkova pozice se dnes jeví jako mimořádně důsledný a nesmlouvavý boj za autenticitu literárního textu a tenduje k obhajobě netradičních, syrových, často ineditních a de facto „antiliterárních“ textů. Lopatkovy publikované statě úmyslně nerespektují tabu ani opatrné jazykové hry komunistického režimu šedesátých let. Tvrdě účtují nejen s dobovými marxistickými frázemi, ale přílišnou literární stylizaci a myšlenkovou mělkost kritizují i u tehdy vydaných a liberálním čtenářstvem nadšeně přijímaných románů Milana Kundery, Ludvíka Vaculíka a Josefa Škvoreckého.

### Knižní publikace
- Estetická problematika vztahu rozhlasu a prózy – I. Četba (1964)
- Předpoklady tvorby: Výběr z kritických článků a recenzí z let 1965–1969 (připraveno k vydání 1969, ale realizováno až 1978 samizdatově, další vydání 1985 – rozšířeno, 1991, 2010)
- Šifra : Předpoklady tvorby 2 – Výběr ze studií, recenzí a odborných posudků z let 1969–1983 (1983).
- Radiojournal v ko(s)mickém věku (samizdat 1984, 1994)
- Šifra lidské existence (1995)
- Posudky (2005)